# Friedenskaiser
Der Friedenskaiser war nach einer vor allem im Mittelalter verbreiteten eschatologischen Erwartung eine messianische Herrschergestalt aus der Reihe der fränkischen Könige bzw. römischen Kaiser, deren Erscheinen das Ende der Welt vorbereiten werde. Die Wurzeln dieser Vorstellung gehen bis auf die antike römische Prophezeiung der Herrschaft Saturns (aurea aetas) und den hellenistisch-jüdischen Messianismus zurück. Erstmals bezeugt ist sie in der syrischen Apokalypse des Pseudo-Methodius aus dem 7. Jahrhundert (auf Lateinisch erstmals im 8. Jahrhundert) sowie später unter anderem im Antichrist des Adso von Montier-en-Der (10. Jahrhundert). Ernst Bernheim zufolge erklärt sich diese Untergangserwartung mit der Verlagerung der endzeitlichen Verheißungen in die Gegenwart, die Gut und Böse, Friedenskaiser wie Antichrist zu diesseitiger Historie werden lässt und als ersehntes Gegenbild zur Wirklichkeit gleich einem Deus ex machina das Volk erlösend auftritt.
Das konkrete christlich-apokalyptische Szenario sah vor, dass der Friedenskaiser das Heilige Römische Reich – in der direkten Nachfolge und als Träger der dignitas des antiken Römischen Reiches – über die ganze Welt ausdehnen und die Heiden bekehren werde, bevor er seine Herrschaftsinsignien am Ölberg in Jerusalem niederlegen werde. Nach seinem Verzicht und dem damit einhergehenden Ende des Reiches werde die Schreckensherrschaft des Antichrist beginnen, die mit dem Weltgericht Gottes ende.
Anfangs richtete sich diese Erwartung auf die Kaiser von Byzanz; nach der Erneuerung des westlichen Kaisertums durch die Karolinger wurde sie auf Karl den Großen und seine Nachfolger übertragen. Bald entwickelte sich auch die Vorstellung, bei dem künftigen Friedensherrscher handle es sich um einen Rückkehrer: Unter den westlichen Herrschern, deren Wiederkunft als Friedenskaiser erwartet wurden, waren Friedrich II., später sein Großvater Friedrich I. (genannt Barbarossa) und Karl der Große selbst. Bei den inhaltlich, zeitlich und lokal unterschiedlich entstandenen Sagen über die Wiederkunft der drei Herrscher schlug sich das literarisch-mythologische Motiv der Bergentrückung nieder, welches als Entrückungsmotiv vor allem im germanischen/deutschen Sprachraum zu finden ist. Bei Otto von Freising finden sich Anhaltspunkte, dass der Kaisername Friedrich wegen seiner Bedeutung den Glauben nährte, der letzte Kaiser erscheine in Gestalt eines der Namensträger. Im späten Mittelalter änderte sich diese Vorstellung; der Friedenskaiser würde nun nach verbreiteter Auffassung „aus dem Volk“ stammen. Hochstapler wie Dietrich Holzschuh, der elsässische Einsiedler Heinrich (beide 1285) und andere „falsche Friedriche“, die für sich reklamierten, sie seien der zurückgekehrte Kaiser, machten sich dies zu Nutze. Die Sage vom Friedenskaiser wirkt noch bis in die Zeit Kaiser Friedrichs III. (1415–1493), der selbst mit dem „Dritten Friedrich“ bzw. dem schlafenden Kaiser in Verbindung gebracht wurde, nach.